# 5416 Естремадойро
5416 Естремадойро (5416 Estremadoyro) — астероїд головного поясу, відкритий 7 листопада 1978 року.
Тіссеранів параметр щодо Юпітера — 3,277.